# Wolfsschlucht (Königsberg)

Die Wolfsschlucht in Königsberg

Die Wolfschlucht war eine Gaststätte in Königsberg i. Pr.

## Kulturzentrum
Das couleurfähige Lokal lag im Mühlengrund unterhalb der Französischen Kirche. Betrieben wurde es seit 1814 von der Witwe Fischer, einem Königsberger Original. Sie hieß allgemein Tante Fischer und wurde mit „Madamchen“ angeredet. Sie hielt am Hergebrachten fest und schänkte in Deckelkrügen ausschließlich Braunbier aus dem Löbenicht. Vom bayerischen „Kuckucksbierchen“ wollte sie nichts wissen. Auch Flibb (Braunbier mit Rum), Hoppelpoppel (Eiergrog) und Fleck gab es bei ihr nicht. Der Königsberger Senioren-Convent traf sich dort nach Kneipen. Manche Frühschoppen dauerten zwei Tage. 1847, im Vormärz, wurden Zeitschriften für die Studenten der Albertus-Universität Königsberg ausgelegt. An den Kosten beteiligte sich das Corps Masovia. Zu den Gästen gehörte Kronprinz Friedrich Wilhelm, der spätere Kaiser Friedrich III., „selbst ein Humorist ersten Ranges“.
Ein besonderes enges Verhältnis bestand zwischen Witwe Fischer und den Königsberger Litauern, von deren ältesten Alten Herren Silhouetten an allen vier Wänden des Dachstübchens der Wolfsschlucht hingen. Dieses Dachstübchen war das „Allerheiligste“ der Wirtschaft und es galt als große Auszeichnung, wenn die Wirtin einem Betrunkenen erlaubte, sich dort niederzulegen.
Eine detaillierte Beschreibung der Wolfsschlucht stammt von Arthur Kittel:
An den Wänden hingen 12 Zinnkrüge und 100 Jahre alte Stiche. An einem hundertjährigen Holztisch soll der Student Sydecum das Skatspiel nach Königsberg gebracht haben. Die Wirtin hatte eine schon betagte Tochter, die die innere Wirtschaft führte und sich nie in der Gaststube zeigen durfte. Über der Tür hing ein alter nachgedunkelter Öldruck. Wenn jemand fragte: „Madamche, ist das das Bild Ihres Fräulein Tochter?“, so erwiderte sie: „Herrche, Herrche, Sie seien spaßig, das ist ja der Coppernicus.“
Kniestchen, das bekannte alte Königsberger Gebäck, gab es zuletzt nur noch in der Wolfsschlucht. Das Haus wurde im Jahre 1900 abgerissen. In der 1883 gebauten Roßgärter Ladenpassage war wieder eine „Wolfsschlucht“.

## Wolfsschlucht im Samland
Die eigentliche Wolfschlucht war ein reizvolles Tal an der Nordküste des Samlands.
Ferdinand Gregorovius beschreibt es in seinen Idyllen vom Baltischen Ufer, „die sich (wo niemand sie vermutet) in den berühmten Wanderjahren in Italien finden, jedoch nur in der selten gewordenen ersten Ausgabe, Leipzig 1856.“ (Carl von Lorck, 1947).